# Marlim-preto
O marlim-preto (Makaira indica) é um peixe teleósteo, oceânico, da família Istiophoridae das águas tropicais e subtropicais dos oceanos Atlântico e Pacífico, não vivendo muito abaixo da superfície. É um peixe muito famoso na pesca esportiva, com peso máximo já observado na literatura científica de 750 kg, embora haja relatos de indivíduos mais pesados. É extremamente veloz, atingindo 120 km/h, e um dos maiores e mais apreciados peixes do grupo Marlim. O marlim-preto pode ser perigoso, havendo registros de alguns ataques a seres humanos.

## Riscos da Espécie
Em 2010 o Marlim-preto foi colocado na "lista-vermelha" do Greenpeace como uma das espécies com risco de extinção dentre os peixes marinhos. Isso se deu pela pesca predatória e não controlada nos diversos habitat do Marlim-preto.

## Ligações Externas
- Marlin-preto no sítio "Fish Base" http://www.fishbase.org/Summary/SpeciesSummary.php?id=217